# Clara Hughes
Clara Hughes, född 27 september 1972, är en kanadensisk tävlingscyklist och skridskolöpare. Hon har vunnit flera OS-medaljer i båda sporterna. Hughes tog två bronsmedaljer i sommar-OS 1996 och därefter ytterligare fyra OS-medaljer under tre OS (ett guld, ett silver, två brons). Hon har också tagit VM-guld i skridsko 2004.
Hon är tillsammans med Cindy Klassen den kanadensare med flest OS-medaljer (sex stycken). Hon är även en av få idrottare som deltagit i både de olympiska sommar- och vinterspelen, en av fem som tagit pallplats i båda dessa, och den enda som vunnit flera medaljer i båda.